# Administrativní dělení Slovinska

Občiny ve Slovinsku v roce 2006

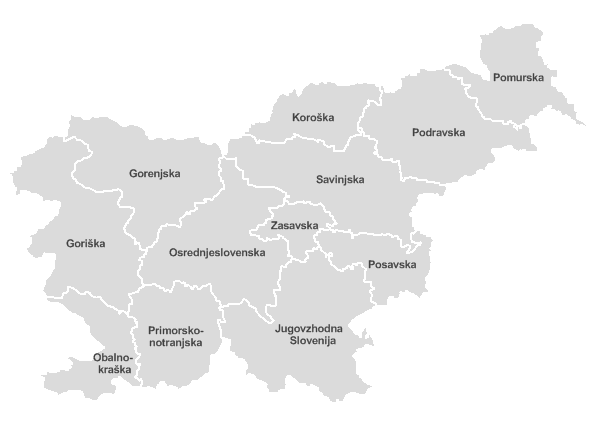
Statistické regiony Slovinska

Administrativní dělení Slovinska je provedeno za účelem optimalizace různých správních úkonů mezi slovinskými občany a samotným státem. V současnosti je země rozdělena do 212 občin, 58 správních jednotek a 12 statistických regionů. Kromě toho je ve Slovinsku zřízeno celkem 10 volebních obvodů.

## Občiny
Obce ve Slovinsku (slovinsky občiny) jsou ustanoveny jako nejvyšší a autonomní část místní samosprávy. V současné době (duben 2016) je země rozdělena do 212 občin, z nichž 11 má status městské občiny.

## Správní jednotky
V roce 1991 byla státní správa zcela odtržena od místní samosprávy a byly zřízeny správní jednotky (upravne enote, UE), odpovědné za provádění administrativních úkolů, které nepatří do oblasti místní správy a nespadají do oblasti zvláštních administrativních celků některých ministerstev (např. celní správa). V současnosti existuje 58 správních jednotek:
- UE Ajdovščina
- UE Brežice
- UE Celje
- UE Cerknica
- UE Črnomelj
- UE Domžale
- UE Dravograd
- UE Gornja Radgona
- UE Grosuplje
- UE Hrastnik
- UE Idrija
- UE Ilirska Bistrica
- UE Izola
- UE Jesenice
- UE Kamnik
- UE Kočevje
- UE Koper
- UE Kranj
- UE Krško
- UE Laško
- UE Lenart
- UE Lendava
- UE Litija
- UE Ljubljana
- UE Ljutomer
- UE Logatec
- UE Maribor
- UE Metlika
- UE Mozirje
- UE Murska Sobota
- UE Nova Gorica
- UE Novo mesto
- UE Ormož
- UE Pesnica
- UE Piran
- UE Postojna
- UE Ptuj
- UE Radlje ob Dravi
- UE Radovljica
- UE Ravne na Koroškem
- UE Ribnica
- UE Ruše
- UE Sevnica
- UE Sežana
- UE Slovenj Gradec
- UE Slovenska Bistrica
- UE Slovenske Konjice
- UE Šentjur pri Celju
- UE Škofja Loka
- UE Šmarje pri Jelšah
- UE Tolmin
- UE Trbovlje
- UE Trebnje
- UE Tržič
- UE Velenje
- UE Vrhnika
- UE Zagorje ob Savi
- UE Žalec

## Statistické regiony
Za účelem lepšího získávání údajů pro potřeby slovinského statistického úřadu je celá země od roku 2000 rozdělena do dvanácti statistických regionů:
- Gorický region
- Hornokraňský region
- Jihovýchodní slovinský region
- Korutanský region
- Pobřežně-krasový region
- Podrávský region
- Pomurský region
- Posávský region
- Přímořsko-vnitrokraňský region
- Savinjský region
- Středoslovinský region
- Zasávský region